# Nikola Poplašen
Nikola Poplašen (cyr. Никола Поплашен, ur. w 1951 w Stanišiciu koło Sombora) – prezydent Republiki Serbskiej w latach 1998–1999.

## Życiorys
Podczas wojny w Bośni i bezpośrednio po jej zakończeniu pełnił funkcję wiceprzewodniczącego parlamentu Republiki Serbskiej. W 1997 został przewodniczącym Partii Radykalnej. W 1998 pokonał Biljanę Plavšić w wyborach prezydenckich. Jego partia była koalicyjnym partnerem Serbskiej Partii Demokratycznej założonej w 1990 przez wojennego przywódcę bośniackich Serbów Radovana Karadžicia. Była ona skrzydłem Partii Radykalnej serbskiego skrajnego nacjonalisty Vojislava Šešelja, którego paramilitarne oddziały Białych Orłów brały udział w wojnie w Bośni. Podczas kampanii wyborczej zadeklarował, że chce połączyć Republikę Serbską z Serbią, ale zachodni przywódcy ostrzegli go, że porozumienie pokojowe z Dayton nie pozwala na zmianę granic. 
5 marca 1999 usunięty ze stanowiska prezydenta decyzją Wysokiego przedstawiciela dla Bośni i Hercegowiny Carlosa Westendorpa. Powodem tej decyzji były próby bezprawnego uniemożliwenia Miloradowi Dodikowi objęcia urzędu premiera Republiki Serbskiej oraz ignorowania decyzji parlamentu republiki i łamanie jej konstytucji.